# James Beattie (poeta)
James Beattie (5 de diciembre de 1735-3 de agosto de 1803) fue un poeta y metafísico de Escocia.

Y James Beattie enemigo declarado de su compatriota Hume, atacó con vehemencia sus doctrinas subversivas del buen orden y de la religión, como admitió Reid, por base de la certeza, el sentido común ...
Madrid: Ignacio Boix, 1846; escrita por monseñor Bouvier y revisada y anotada en la versión castellana por Antolín Monescillo
(cita de "Historia elemental de la filosofía:....".)

## Biografía
James nació en el condado de Kincardine, de una familia de campesinos, estudió en la escuela de Laurencekirck, haciendo grandes progresos y obtuvo a los 14 años una beca en el colegio de Aberdeen.
Una vez obtenida la licenciatura, estableció una escuela en Fordoun y fue profesor de gramática latina en la universidad de Aberdeen y profesor de filosofía en el colegio "Marechal".

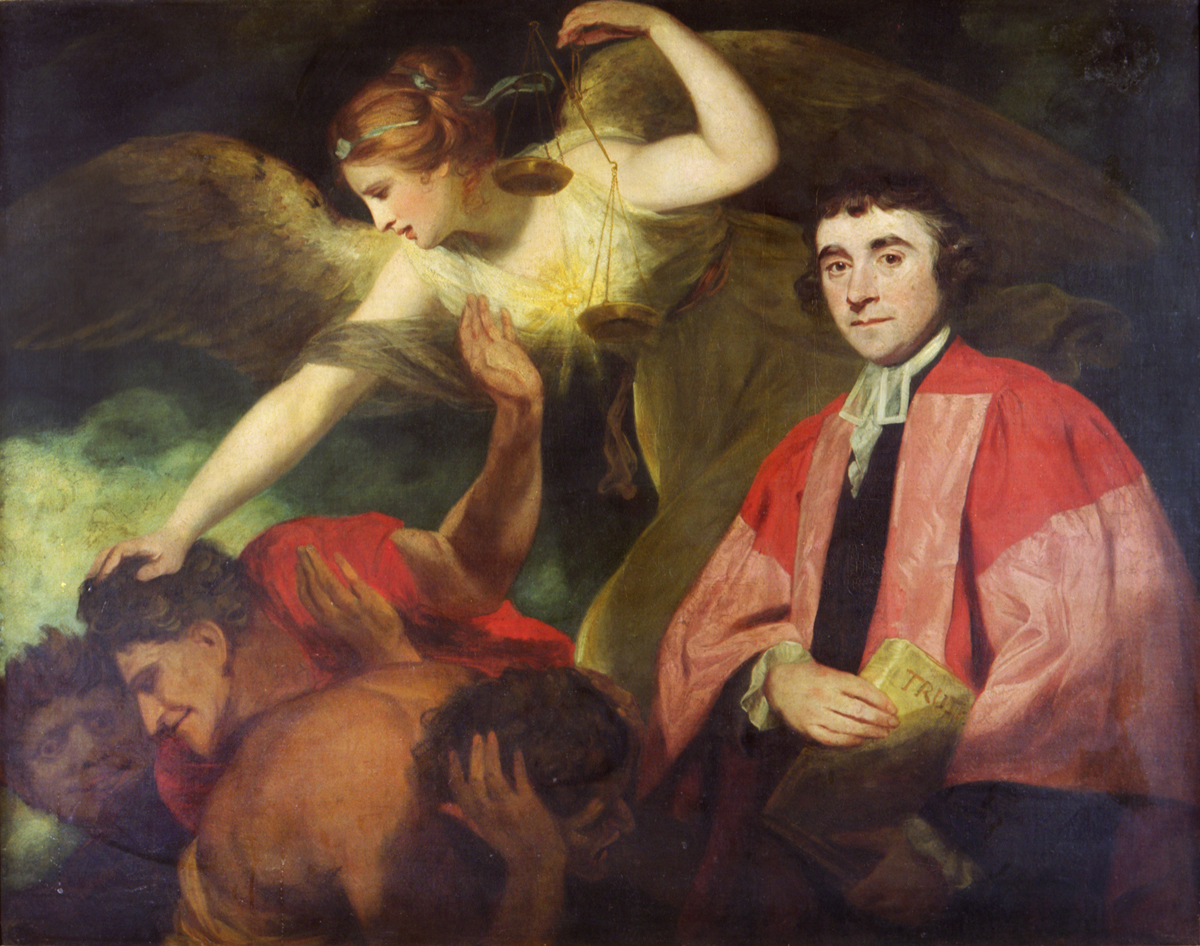
Joshua Reynolds, James Beattie, Universidad de Aberdeen.

Cultivando a un tiempo la poesía y la filosofía publicó Juicio de París, El menestral y El ermitaño entre otras poesías, y entre sus obras de filosofía el Essay on the Nature and Immutability of Truth (Ensayo sobre la naturaleza y la inmutabilidad de la verdad), 1770, con el que obtuvo un notable éxito y le mereció un retrato halagador de Joshua Reynolds, derrotando a los enemigos de la verdad. Contrario a la institución de la esclavitud, en él, como en el posterior Elements of Moral Science (1790-1793) en el que argumentaba con el ejemplo de Dido Elizabeth Belle para afirmar la capacidad intelectual de los negros, combatió las tesis de Hume que negaba tal capacidad.
Se le deben también unos ensayos sobre los sueños, sobre el lenguaje, sobre la utilidad de los estudios clásicos y unos elementos de moral traducidos al francés por M.G. Mallet.

## Obras
- The theory of language, London, 1788.
- Scoticism arranged in alphabetical order,..., Edinburgh, 1787.
- Evidences of the Christian religion, Edinburgh, 1786.
- Dissertations  moral and critical, Dublin, 1783, 2 vols.
- Essays on poetry and music, London, 1779.
- Poems on several occasions, Edinburgh, 1776.
- The minstrel, London, 1771.
- An essay on the nature and immutability of truth,..., Edinburgh, 1770.
- Poems of several subjects, London, 1766.
- The judgement of Paris, London, 1765.
- Original poems and translations, London, 1760.